# Bradykinesie
Bradykinesie is een medische term om te beschrijven dat iemand trage bewegingen vertoont. Dit komt bijvoorbeeld voor bij de ziekte van Parkinson waarvan het een van de hoofdsymptomen is. Maar lichte bradykinesie is normaal naarmate men ouder wordt.